# Katianira bilobata
Katianira bilobata är en kräftdjursart som beskrevs av Gurjanova 1930. Katianira bilobata ingår i släktet Katianira och familjen Katianiridae. Inga underarter finns listade i Catalogue of Life.